# Charles G. Myers
Charles Godfrey Myers (* 17. Februar 1810 in Madrid, New York; † 27. Dezember 1881 in Ogdensburg, New York) war ein US-amerikanischer Jurist und Politiker.

## Werdegang
Charles Godfrey Myers, Sohn von Augusta Abigail Campbell († 1829) und Godfrey Myers (1773–1842), wurde 1810 im St. Lawrence County geboren und wuchs dort auf. Seine Kindheit war vom Britisch-Amerikanischen Krieg überschattet. Myers besuchte die St. Lawrence Academy in Potsdam (New York). 1825 begann er mit seinem Jurastudium in der Kanzlei von Gouverneur Ogden in Waddington (New York). Seine Zulassung als Anwalt erhielt er 1832. Er begann dann in Ogdensburg (New York) zu praktizieren. Die Folgejahre waren von der Wirtschaftskrise von 1837 überschattet und die Folgejahre vom Mexikanisch-Amerikanischen Krieg. Während dieser Zeit heiratete er Frances Ann Mclean (1819–1884), Tochter von Ann Tilley und Patrick Mclane Mclean. Das Paar bekam mindestens 4 Kinder: George Ranney (1838–1905), Frances Abbey (1846–1881), Charles McLean (1849–1911) und Mary Louisa (1851–1933). Von 1844 bis 1847 war er Vormundschafts- und Nachlassrichter im St. Lawrence County. Er saß 1848 für das St. Lawrence County in der New York State Assembly. Von 1848 bis 1853 war er Bezirksstaatsanwalt im St. Lawrence County. Myers war einer der Direktoren von The Great Northern Lead Company, welche am 8. September 1852 in Rossie (New York) gegründet wurde und einige Jahre ein Bleibergwerk betrieb. Von 1860 bis 1861 war er Attorney General von New York. Bei der Wahl trat er für die Republikanische Partei und die American Party an. Die Folgejahre waren vom Bürgerkrieg überschattet. Von 1873 bis 1879 war er als Kanalgutachter tätig.